# Arsínoe (Egipte)
Arsínoe (grec antic: Ἀρσινόη, Arsinóe; llatí: Arsĭnŏē) va ser una ciutat al golf de Suez fundada abans del 250 aC. Era un port important de l'Egipte dels Làgides. Es creu que per algun temps va portar també el nom de Cleòpatris (Κλεοπατρίς Clĕŏpătrís), segons Estrabó, i Plini el Vell diu que també es va anomenar Nomos arsinoïta (Arsĭnŏītēs nŏmos). Era a prop a la moderna ciutat de Suez.
Era la capital del nomos d'Heroòpolis. Estava situada prop del canal reial construït vora Pelúsion pel rei Ptolemeu II Filadelf, que portava les aigües del Gran Llac Amarg fins a Heroòpolis. Segons Plini el Vell, Arsínoe es trobava a 125 milles de Pelúsion.
Els ingressos d'aquest nomos es presentaven al rei i a la seva germana, i van ser propietat de les successives reines i princeses de la família dels làgides. La seva situació prop del canal la feia bona pel comerç, però, tot i que tenia una ampla badia, el seu port estava exposat als vents del sud, cosa que dificultava l'arribada de les naus comercials. Després de la conquesta romana, el port es va millorar, i era un dels punts importants pel comerç amb l'Índia.